# Lymantria faircloughi
Lymantria faircloughi är en fjärilsart som beskrevs av Holloway 1999. Lymantria faircloughi ingår i släktet Lymantria och familjen tofsspinnare. Inga underarter finns listade i Catalogue of Life.